# Phellos
Phellos ist eine antike Stadt in Zentrallykien und liegt heute bei Çukurbağ in der Provinz Antalya in der Türkei. 
Im 5. Jahrhundert v. Chr. war Phellos Residenz des Dynasten Harpagos von Xanthos und bis ins 4. Jahrhundert v. Chr. Münzprägestätte. In dieser Zeit war Antiphellos noch Hafen von Phellos, doch ging dieser später verloren. Im Hellenismus und der Kaiserzeit war Phellos Mitglied des lykischen Bundes. Plinius der Ältere führt Phellos unter den bedeutendsten Städten Lykiens. Zu den wichtigsten antiken Honoratioren der Stadt gehört der Archiphylax L. Cornelius [– – –] Dionysios.